# 中米サッカー連合

赤色がUNCAF加盟国、オレンジ色と赤色がConcacaf加盟国

中米サッカー連合（ちゅうべいサッカーれんごう、西: Union Centroamericana de Fútbol）は、中央アメリカ地域の国・地域が加盟するサッカーの地域連盟である。北中米カリブ海サッカー連盟（Concacaf）の傘下にある。略称はUNCAF。

## 加盟国・地域
- ベリーズ
- コスタリカ
- グアテマラ
- ホンジュラス
- ニカラグア
- パナマ
- エルサルバドル

## 主催大会
- コパ・セントロアメリカーナ - UNCAF加盟国のナショナルチームによる国際大会。CONCACAFゴールドカップの予選を兼ねる。
- コパ・インテルクルベスUNCAF（廃止）- UNCAF加盟国のクラブチームによる国際大会。CONCACAFチャンピオンズカップの予選を兼ねていた。